# Immortal (canção)
Immortal é uma canção da cantora e compositora galesa Marina and the Diamonds, extraída de seu terceiro álbum de estúdio Froot e lançada em 01 de janeiro de 2015 para descarga digital via pré-venda do álbum. A canção foi escrita inteiramente pela cantora e produzido por si com David Kosten, como as duas músicas anteriores publicadas.É a terceira fruta do mês e representa o mirtilo.
A música é fortemente influenciada pela música eletrônica misturado com música indie e um pop delicado e emocionante, com sons que transmitem em sonhar pop. O vídeo foi lançado no Youtube em 31 de Dezembro de 2014, e também recebeu boas críticas dos críticos. A música chegou a posicionar-se, no iTunes americano, em #5 por algumas horas.

## Antecedentes
Em março de 2014, ela postou a letra "Tenho guardado todos os meus verões para você". Ela enviou um trecho de sua então inédita faixa "Froot" através de sua conta Instagram, em setembro de 2014, e lançou suas letras através do mesmo perfil no mês seguinte. Em 10 de outubro,  que coincide com seu vigésimo nono aniversário, a música em si estreou como o primeiro single do recém-intitulado álbum de estúdio Froot (2015). Diamandis anunciou "Happy" como seu primeiro single promocional para o álbum, com a previsão de que a canção fosse lançada em 12 de dezembro. Diamandis dias antes do lançamento do clipe de Immortal, liberou a fruta que representava o single, que era o mirtilo.
As letras de Immortal teve seu início na Polônia, enquanto Diamandis estava visitando um memorial de guerra. Em entrevista ao The Line Of Best Fit, confirmou:
| “ | "É uma questão realmente universal discutindo como você deixar a sua marca e como ela é realmente importante para preservar a memória e lembrar as pessoas [...] Eu comecei a escrever essa música quando eu fui para um memorial de guerra na Polônia. Algo que alguém que eu estava apenas me surpreendeu... eles disseram: 'Não é um muito bonito memorial, mas que merece ser visitado para manter sua memória viva. " Isso é como a música - bem, as letras - começou". | ” |

## Composição
"Immortal" tem uma duração de cinco minutos e vinte e um segundos, e traz uma música indie pop.
Em letras, Marina fala sobre ser imortal para nunca morrer: "Eu quero ser imortal, como um Deus no céu", onde os críticos acharam que Marina foi muito espiritual neste momento.

## Vídeo musical
O vídeo musical de "Immortal" foi lançado em 31 de dezembro de 2014, um dia antes de ser liberado para download digital. Mostra Marina, provavelmente num galpão, com cenas aparecendo atrás dela de pessoas felizes através de um projetor. O vídeo já tem mais de 2,0 milhões de visualizações no YouTube.

## Histórico de lançamento
| País        | Data de lançamento      | Formato                                   | Editora discográfica               |
| ----------- | ----------------------- | ----------------------------------------- | ---------------------------------- |
| Mundo       | 01 de janeiro de 2015   | Download digital (via pré-venda do álbum) | Atlantic Records                   |
| Reino Unido | 02 de fevereiro de 2015 | LP                                        | Atlantic Records Neon Gold Records |

## Desempenho nas tabelas musicais

### Posições
| Tabela musical (2015)                      | Melhor posição |
| ------------------------------------------ | -------------- |
| Finlândia (IFPI Finlândia)                 | 50             |
| Irlanda (Irish Recorded Music Association) | 72             |
| Reino Unido (Reino Unido)                  | 78             |
| Grécia (Grécia)                            | 28             |
| European Singles Hot 200                   | 136            |
| European Digital Top 200                   | 116            |